# Robin Tunney
Robin Tunney (Chicago, 19 juni 1972) is een Amerikaans actrice.

## Werk
Tunney begon haar carrière met kleine rollen in series als Life Goes On en Law & Order. Haar doorbraak kwam in 1996, toen ze een rol kreeg in de tienerfilm The Craft. In deze film speelde ze Sarah Bailey, een meisje dat op haar nieuwe school kennismaakt met een groep meiden met een bijzondere gave, die door de meeste klasgenoten gezien wordt als hekserij. Van 2005 tot augustus 2006 speelde Tunney Veronica Donovan in de serie Prison Break. Van 2008 tot 2015 was ze te zien in The Mentalist.

## Filmografie

### Films
- Encino Man (1992) – Ella
- Empire Records (1995) – Debra
- The Craft (1996) – Sarah Bailey
- Riders of the Purple Sage (1996) – Elizabeth Erne
- Julian Po (1997) – Sarah
- Niagara, Niagara (1997) – Marcy
- Montana (1998) – Kitty
- Rescuers: Stories of Courage (1998) – Melvina Csizmadi
- End of Days (1999) – Christine York
- Vertical Limit (2000) – Annie Garrett
- Supernova (2000) – Danika Lund
- Investigating Sex (2001) – Zoë
- The Secret Lives of Dentists (2002) – Laura
- Cherish (2002) – Zoë
- Abby Singer (2003) – Gastrol
- The In-Laws (2003) – Angela Harris
- Paparazzi (2004) – Abby Laramie
- Shadow of Fear (2004) – Wynn French
- The Zodiac (2005) – Laura Parish
- Runaway (2005) – Carly
- Hollywoodland (2006) – Leanore Lemmon
- The Darwin Awards (2006) – Zoë
- Open Window (2006) – Izzy
- August (2008) – Melanie Hanson
- The Burning Plain (2008) – Laura
- The Two Mr. Kissels (2008) – Nancy Kissel
- Passenger Side (2009) – Theresa
- See Girl Run (2012) – Emmie
- My All America (2015) – Gloria Steinmark
- The Watcher (2018; Amerikaanse titel: Looking Glass) – Maggie

### Televisie
- CBS Schoolbreak Special (televisieserie – Brooke (1 afl., 1991)
- Perry Mason: The Case of Reckless Romeo (televisiefilm, 1992) – Sandra Turner
- JFK: Reckless Youth (miniserie, 1993) – Kathleen Kennedy
- Law & Order (televisieserie) – Jill Templeton (1 afl., 1994)
- The Twilight Zone (televisieserie) – Edie Durant (1 afl., 2003)
- House (televisieserie) – Rebecca Adler (1 afl., 2004)
- Prison Break (televisieserie) – Veronica Donovan (23 afl., 2005–2006)
- The Mentalist (televisieserie, 2008–2015) – Teresa Lisbon
- Love (televisieserie) – SLAA-vrouw (1 afl., 2016)